# Confeitaria Rocco
La Confeitaria Rocco es un edificio histórico que se encuentra en la ciudad brasileña de Porto Alegre, capital del estado de Río Grande del Sur. Está localizado en una esquina de la intersección de las calles Riachuelo y Dr. Flores, junto a la plaza Conde de Porto Alegre, antiguamente conocida como Praça do Portão.
Su propietario era Nicolau Rocco (1861-1932), un italiano que antes de radicarse en Brasil había trabajado en la reconocida confitería del Molino, de Buenos Aires. Con la experiencia allí adquirida, llegó a Porto Alegre en 1892 y abrió la Confeitaria Sul-América. Con el crecimiento de la ciudad y los negocios, en 1910 encargó la construcción de un espléndido edificio que incluía fábrica de dulces, confitería y salón de fiestas al arquitecto Salvador Lambertini, quien fallecería antes de que la obra concluyese.
Los trabajos fueron terminados bajo la supervisión de Manoel Barbosa Assumpção Itaqui, siendo inaugurado el 20 de septiembre de 1912. Los atlantes de la fachada son obra de Giuseppe Gaudenzi, y el grupo en el frontón es de Frederico Pellarin, posiblemente con colaboración de Gustavo Steigleder, ya que eran copropietarios de un estudio de arquitectura.
La superficie total del inmueble es de 1.560 m², distribuidos em cuatro pisos. La estructura del edificio es mezcla de mampostería de ladrillos de barro y viguerías de hierro. La fábrica de dulces estuvo inicialmente en el subsuelo, y la planta baja estaba destinada a la confitería, de acceso público. En el segundo piso estaba instalado el salón de fiestas, y el tercero era separado para la vajilla y salas de apoyo. En la terraza había un depósito. 

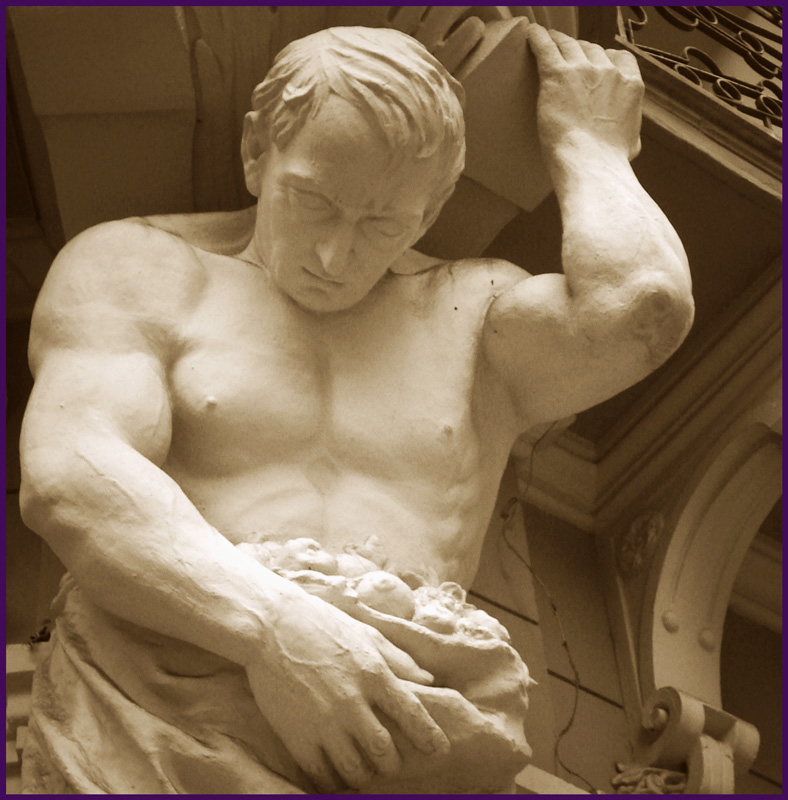
Atlante joven.

En la fachada, de porte imponente y constitución monolítica, sobresalen los enormes atlantes, con dos rasgos diferentes: tres son jóvenes, representando a América, y los tres restantes con viejos, simbolizando a Europa. Todos ellos sostienen un balcón con una de sus manos, y con la otra, un cesto con frutas. En el frontón que corona el edificio, un grupo escultórico simboliza la luz, con una figura femenina central ubicada en el interior de una lira, y dos niños a los costados. La alusión a las artes, y en especial a la música, es explicitada de esta manera.

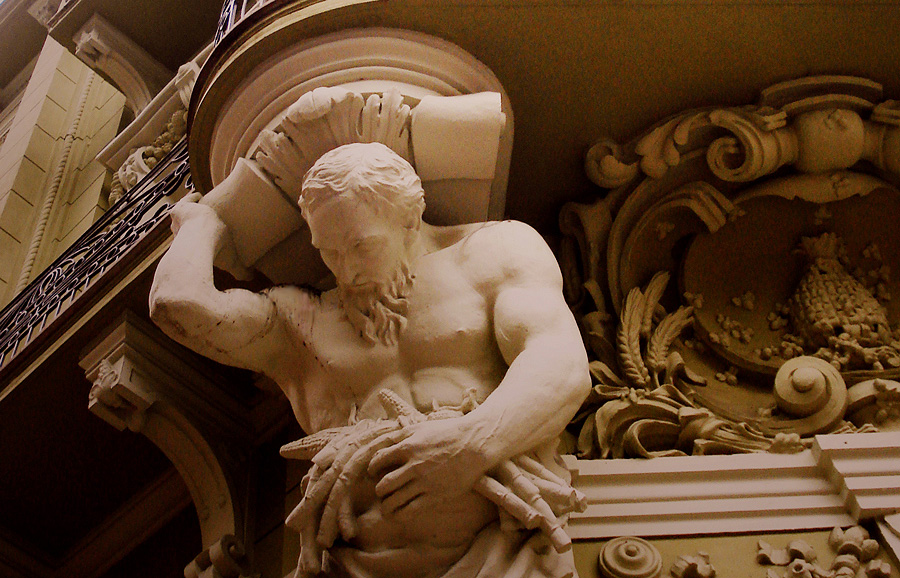
Atlante viejo.

También llaman la atención el refinado trabajo en hierro de los balcones, las grandes columnas y pilastras com capiteles en forma de cabeza de león, los grandes letreros en relieve ornamental con el nombre de la empresa, y la profusa decoración de frisos, cornisas, ménsulas y balaustradas en la parte superior. Las escuadrías externas todavía son las originales.
El lugar se convirtió en un importante punto de encuentro de la sociedad riograndense por la calidad de sus servicios y productos, por la belleza arquitectónica del edificio y por la suntuosidad de los espacios internos, decorados con lujo y refinación, com iluminação feérica, um mobiliario de mesas y mostradores con tapas de mármol, y armarios de rica talha de madeira. Nas paredes havia também grandes pinturas decorativas. 

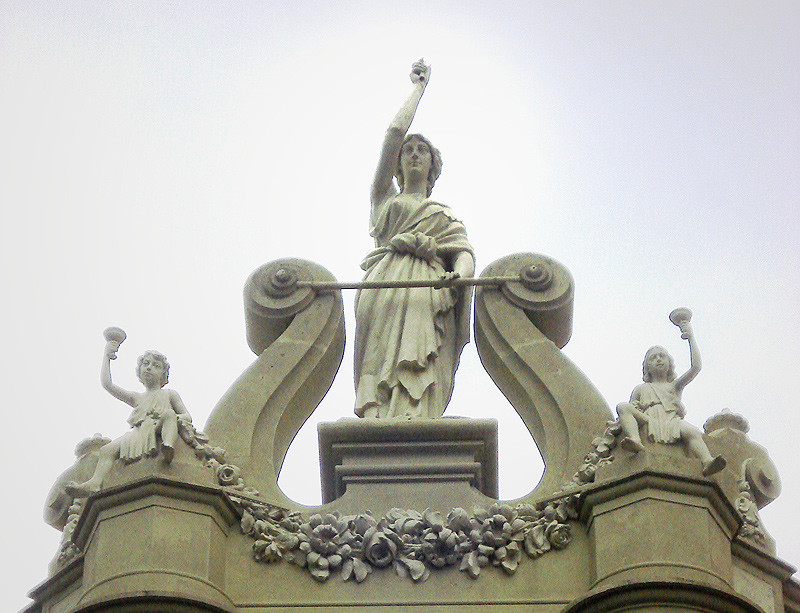
Grupo escultórico que representa la luz.

El salón de fiestas era muy solicitado para la realización de banquetes y bailes aristocráticos, y allí muchas sociedades tuvieron su lugar de nacimiento. Entre sus habitués se registran las presencias de Góes Monteiro, Eurico Gaspar Dutra, Getúlio Vargas, Daltro Filho y Mário de Andrade. La Confeitaria Rocco fue protegida por el gobierno municipal de Porto Alegre en 1997.